# Avola
Avola là một đô thị (comune) ở tỉnh Siracusa, vùng Sicilia của Ý. Đô thị Avola có diện tích 74,27 km2, dân số thời điểm 31 tháng 1 năm 2009 là 31.695 người.
Các đơn vị dân cư:
Avola giáp với các đô thị: